# Léopold de Folin
Pour les articles homonymes, voir Folin.
Léopold de Folin (Alexandre Guillaume Léopold de,, marquis de Folin, né à Tournus, en Saône-et-Loire le 28 août 1817 et mort à Biarritz le 5 juillet 1896) est un auteur, océanographe, malacologiste et pionnier dans la création (en 1871) de ce qui deviendra le musée de la mer de Biarritz, dans les Pyrénées-Atlantiques.

## Biographie

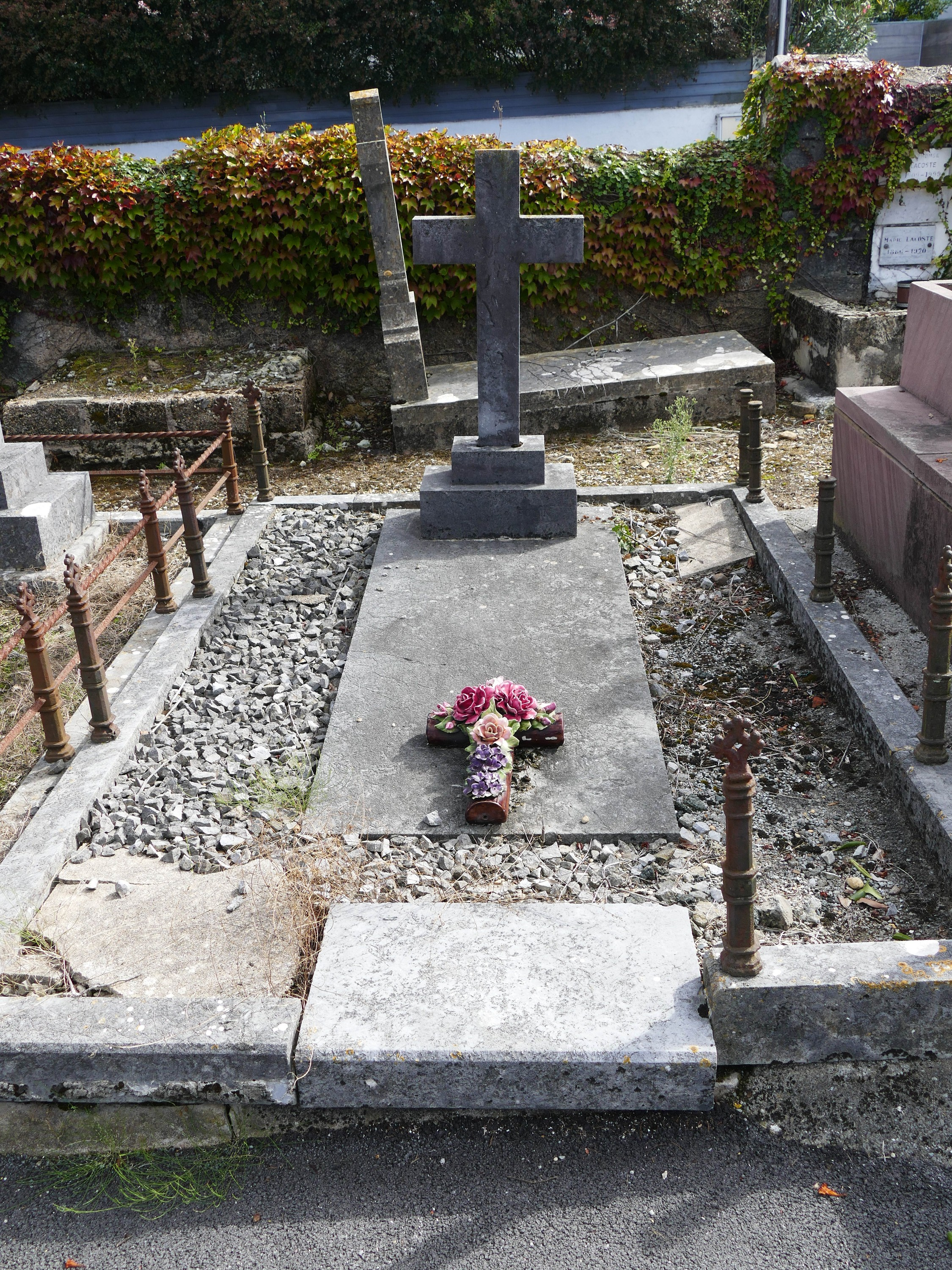
Sépulture au cimetière du Sabaou.

Ce scientifique spécialisé dans les Caecidae s'est embarqué sur le HMS Challenger pendant l'expédition de 1872-1876.
Avec le fils d'Henri Milne-Edwards, Alphonse, Folin a mené une étude sur le golfe de Gascogne. Il a œuvré à bord du Travailleur (un aviso à roue à aubes) en 1880 et à bord du Talisman en 1883, pour un voyage vers les îles Canaries, le Cap-Vert et les Açores
Folin a également décrit le genre Oceanida de l'escargot de mer de la famille des Eulimidae, et environ 100 autres genres de mollusques et protistes. Le nom de l'auteur est souvent donné comme « de Folin » ou « De Folin » dans des publications zoologiques, mais suivant les règles pour les titres de nobilité le nom est cité de la même manière que Buffon ou Lamarck, sans « de ».

## Famille
Léopold de Folin était le beau-frère du naturaliste français Pierre Marie Arthur Morelet à la suite du mariage de celui-ci avec Noémie, la sœur de Léopold.

## Héritage
L'escargot de mer Folinella tire son nom de Folin.
Une salle d'exposition dédiée à l'océanographie du musée de la mer de Biarritz est nommée en son honneur ainsi qu'une rue à Biarritz.